# Аминдомаоя
Аминдомаоя (уст. Аминдома-оя) — река в России, протекает в Республике Карелия.

## Общая информация
Вытекает из озера Аминдомаярви на высоте 164 м над уровнем моря. Протекает по территории Муезерского и Медвежьегорского районов. Впадает в реку Волому в 74 км от её устья по левому берегу. Длина реки составляет 36 км, площадь водосборного бассейна — 248 км².

## Данные водного реестра
По данным государственного водного реестра России относится к Баренцево-Беломорскому бассейновому округу, водохозяйственный участок реки — Сегежа до Сегозерского гидроузла, включая озеро Сег-озеро. Речной бассейн реки — бассейны рек Кольского полуострова и Карелии, впадает в Белое море. Код водного объекта в государственном водном реестре — 02020001112102000006019.

### Притоки (км от устья)
- 7 км — река Мойнан-Аминдомаоя (лв)